# Auguste-Henri de Coincy
Pour les articles homonymes, voir Coincy.

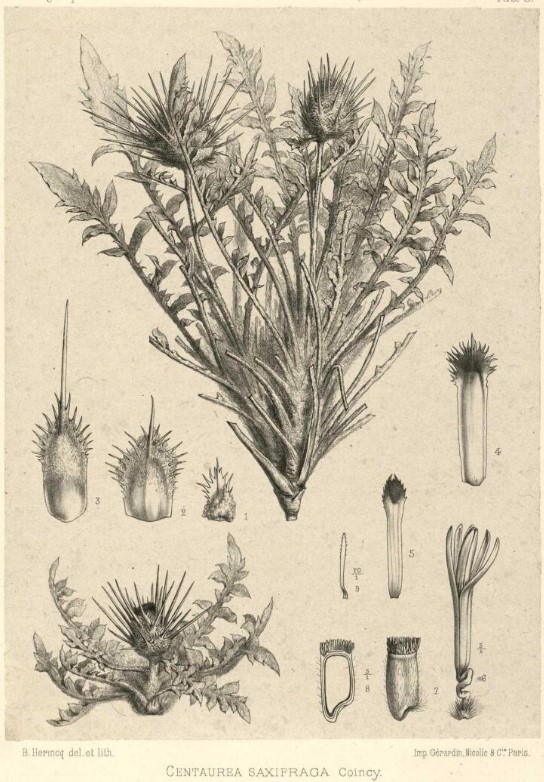
Centaurea saxifraga Coincy

Auguste-Henri de Coincy (né Auguste-Henri Cornut de la Fontaine de Coincy ; 1837-1903) est un botaniste français.

## Biographie
Auguste-Henri de Coincy est né le 1er avril 1837 à Lille. Après de brillantes études au lycée de Sens qu'il achève en 1859, ce n'est que vers 1870 qu'il se consacre à l'étude de la botanique. Il fait de fréquents voyages en Espagne et en rapporte les cinq tomes d'Ecloga plantarum Hispanicarum (recueil des plantes trouvées en Espagne) publiée de 1893 à 1901.
Entre 1889 et 1890, il visite le parc naturel du massif du Montgo, y décrivant Carduncellus dianius (ca) et Centaurea rouyi.
Il collecte également des spécimens de la flore du Maroc et ses observations en Tripolitaine jusqu’à la côte occidentale du Maroc l’amènent à écrire en 1902 plusieurs articles concernant le genre botanique Echium.
En tant que taxonomiste, il décrit le genre Rouya (famille des Apiacées).
Il est membre de la Société botanique de France.
Le Prix de Coincy, pour des travaux de recherche en taxonomie, a été institué en son hommage un an après sa mort, grâce à un legs de 30 000 francs.
Le genre Coincya Rouy, de la famille des Brassicaceae, a été nommé en son honneur par Georges Rouy.
Son neveu Henri de Coincy (1878-1951) fut un conservateur des Eaux et Forêts
Il est décédé au château du Courtoiseau sur Triguères, Loiret.

## Publications
- Auguste-Henri de Coincy, « Burgos au point de vue botanique », Bulletin de l'Herbier Boissier, t. 6,‎ 1898, p. 822-831 (lire en ligne).
- Auguste-Henri de Coincy, Ecloga plantarum Hispanicarum [« Recueil des plantes (trouvées) en Espagne »], Paris, G. Masson, [(1e part.) 1893, 10 planches], [(2e part.) 1895, 12 planches], [(3e part.) 1897, 12 planches], [(4e part.) 1899, 11 planches], [(5e et dernière part.) 1901, 14 planches].
- Auguste-Henri de Coincy, « Enumération des Echium de la flore atlantique », Journal de botanique (es), t. 16, nos 6-7-8,‎ 1902, [(1e part.) no 6, juin, pp. 213-220], [(2e part.) no 7, juillet, pp. 226-233], [(3e et dernière part.) no 8, août, pp. 257-266].